# کریم ابوکحله
کریم ابوکحله (انگلیسی: Karim Abokahla; ۱۱ نوامبر ۱۹۹۶) وزنه‌بردار اهل مصر است.